# Gare centrale d'Essen
Pour les articles homonymes, voir Gare d'Essen.
La gare centrale d'Essen (en allemand : Essen Hauptbahnhof), est une gare ferroviaire allemande, située dans le centre-ville d'Essen dans le land de Rhénanie-du-Nord-Westphalie.

## Histoire

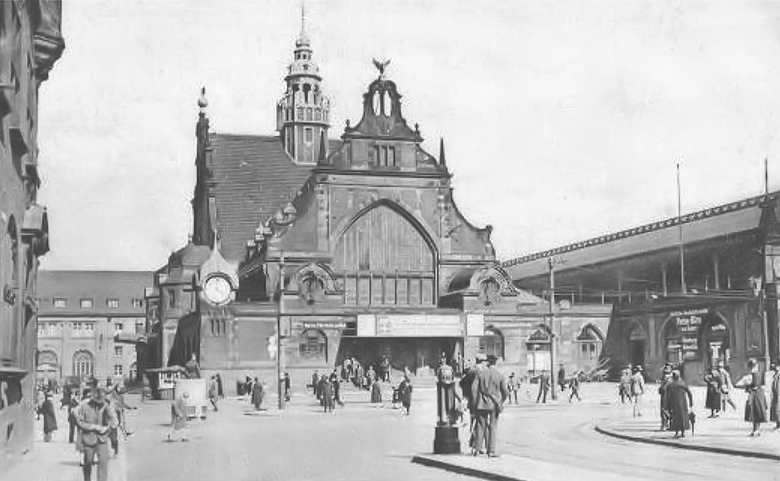
La gare, en 1916.

La gare a été ouverte en 1862. Elle fut détruite pendant la Seconde Guerre mondiale, puis reconstruite dans le style des années 1950.

### Accueil

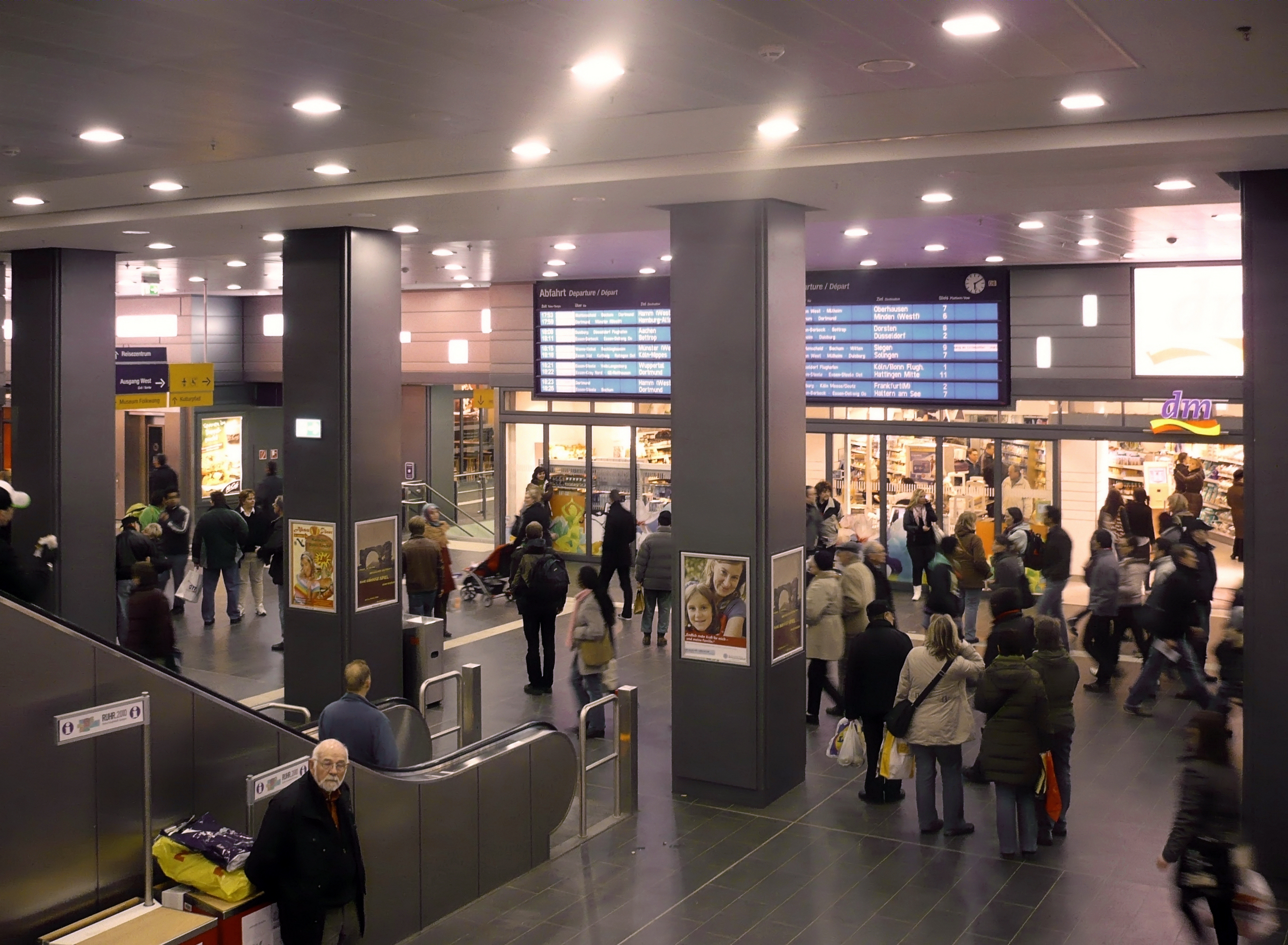
Le hall de la gare, en 2010.

## Service des voyageurs

### Desserte
Réseau de la DB : ICE, IC, EC, RE, RB.
Depuis fin août 2011, une des liaisons (celle du soir) de Paris-Nord à Cologne en Eurostar (ex-Thalys) est prolongée jusqu'à Essen. Le retour d'Essen à Paris-Nord a lieu le matin de bonne heure. Le 15 décembre 2013, deux allers-retours supplémentaires sont ajoutés à la desserte de la gare.

### Intermodalité
Les trois lignes du métro léger desservent la gare centrale.